# Emanuela Trevisan-Semi

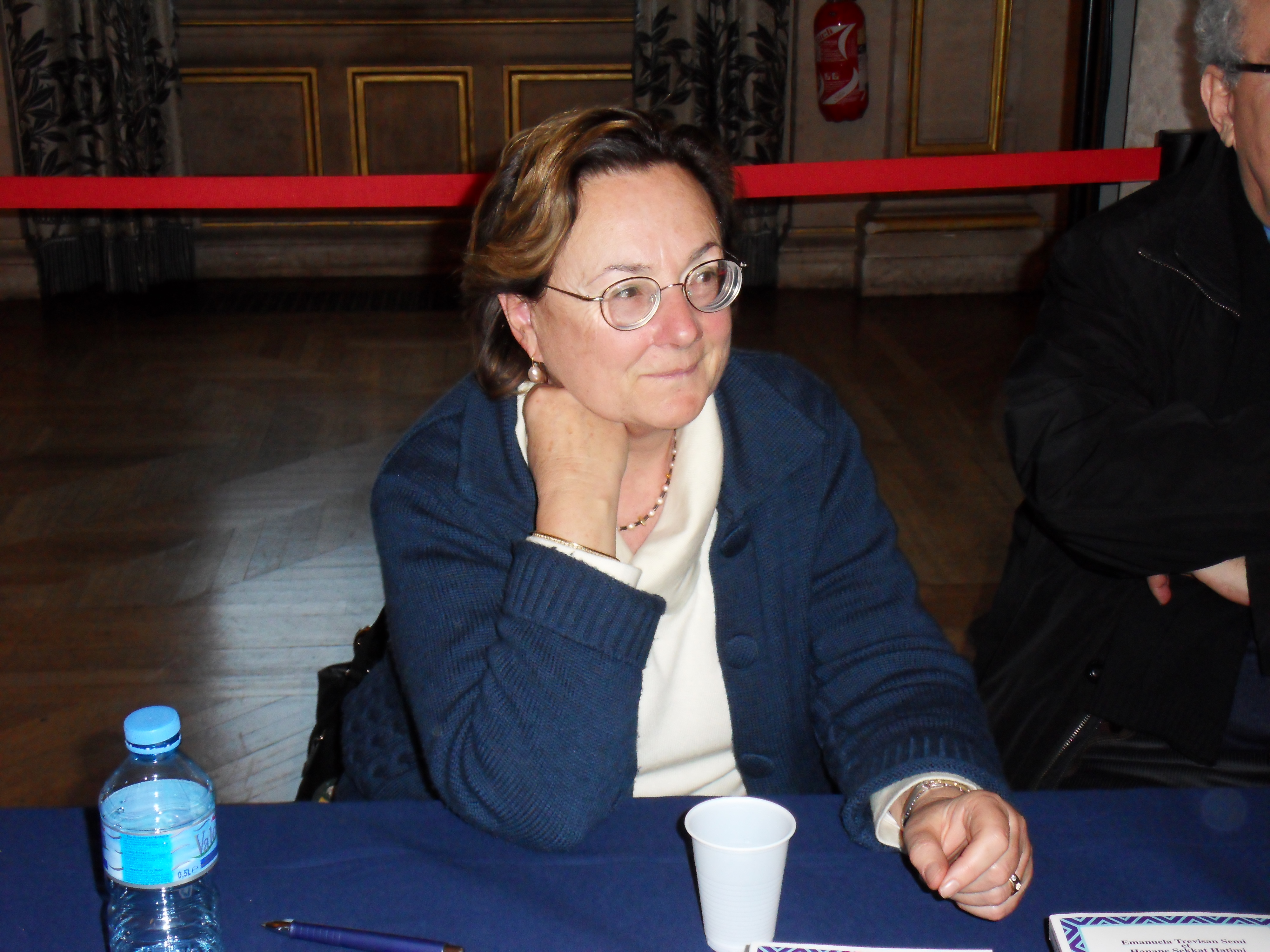

Emanuela Trevisan-Semi (ur. 1947 w Wenecji) – włoska historyczka i antropolog.
W 1970 roku ukończyła studia na Wydziale Orientalistyki  Uniwersytetu Ca’ Foscari w Wenecji. Pracowała na tej uczelni jako wykładowca, a od 1981 jako profesor (Associate Professor) Modern Hebrew and Jewish Studies. Specjalizuje się w kulturze żydowskiej i jej relacjach z kulturą zachodnioeuropejską. Jest przewodniczącą Stowarzyszenia na Rzecz Badań nad kulturą Etiopskich Żydów (SOSTEJE- Society for the Study of Ethiopian Jewry).

## Wybrane publikacje
- La „Verità da Eres Yisrael „ di Ahad ha-Am (1977)
- Gli ebrei caraiti tra etnia e religione (1984)
- Allo specchio dei Falascia: ebrei ed etnologi durante il colonialismo fascista (1987)
- Morte del senso e senso della morte nel primo racconto di A. B. Yehoshua (1989)
- Les Caraites: un autre:judaisme (1992)